# Chiesa di Santa Maria Assunta (Guagnano)
La chiesa di Santa Maria Assunta è la parrocchiale di Guagnano, in provincia di Lecce e arcidiocesi di Brindisi-Ostuni; fa parte della vicaria Santa Maria Assunta.

## Storia
La prima pietra della chiesa madre di Guagnano venne posta nel 1743; l'edificio, che andò ad inglobare un più antico luogo di culto sorto lì dove era stata ritrovata un'immagine della Beata Vergine del Rosario, fu portato a compimento nel 1798 e consacrato il 20 maggio di quel medesimo anno dall'arcivescovo di Brindisi Annibale de Leo.
La parrocchiale, già restaurata nel 1898, venne interessata da nuovi lavori, iniziati nel 1923 e completati il 5 ottobre 1924 alla presenza dell'arcivescovo Tommaso Valerio Valeri.
Un intervento di risistemazione venne condotto tra il 1973 e il 1977, durante il quale si provvide a ristrutturare le facciate e a installare l'impianto sonoro e quello elettrico; in questa occasione fu realizzato pure l'adeguamento liturgico secondo le norme postconciliari.
Successivamente, nel 1981 gli stucchi settecenteschi della chiesa furono restaurati e rifatti nelle parti deteriorate o mancanti dal decoratore Raffaele Murra.

## Descrizione

### Esterno
La barocca facciata a salienti della chiesa, rivolta a oriente, è suddivisa da una cornice marcapiano aggettante in due registri, entrambi scanditi da lesene; quello inferiore presenta centralmente il portale maggiore, sormontato da una statua e affiancato da due nicchie, e ai lati gli ingressi secondari e due altre nicchie, mentre quello superiore è caratterizzato un finestrone a tutto sesto e da nicchie e coronato dal timpano di forma semicircolare.
Annesso alla parrocchiale è il campanile a base quadrata, la cui cella presenta su ogni lato una monofora ed è priva di copertura.

### Interno
L'interno dell'edificio è suddiviso in tre navate da pilastri sorreggenti degli archi a tutto sesto e abbelliti da lesene, sopra le quali corre la cornice modanata e aggettante su cui si impostano le volte; al termine dell'aula si sviluppa il presbiterio, rialzato di alcuni gradini, ospitante l'altare maggiore e chiuso dall'abside quadrangolare.
Qui sono conservate diverse opere di pregio, tra cui il dipinto ritraente la Madonna in trono con Bambino e due angeli, risalente al XIV-XV secolo, e gli altari laterali, dedicati al Crocefisso, a san Francesco Saverio, a sant'Oronzo, alla Madonna del Carmine, ai santi Cosma e Damiano, a san Francesco d'Assisi e a san Giuseppe.